# Volební pozorovatel
Volební pozorovatelé působí na tzv. pozorovatelských misích. Jejich primárním úkolem je přispívat k zefektivnění procesu demokratizace či tranzice v mnoha zemích světa, nejen Evropy. Typickými příklady účasti volebních pozorovatelů u voleb z posledních let jsou prezidentské volby v roce 2004 na Ukrajině (Juščenko/Tymošenková × Janukovyč) či všeobecné volby v Keni v roce 2008, které vyvolaly extrémní vlnu násilí (až 1500 mrtvých).

## Historie
První volební mise proběhla již roku 1857 během plebiscitu na sporných územích Moldávie a Valašska. Do konce studené války byly tito pozorovatelé vysíláni zejména na podporu antikomunistických spíše než demokratizačních hnutí. V dnešní době je pozorováno na 80 % národních voleb. Oproti tomu ale vznikají iliberální demokracie (zakaria), hybridní režimy či mělké demokracie. Evropská unie uskutečnila od roku 2000 na 78 misí při nasazení 10 000 lidí, kteří byli financováni z EIDHR.

## Pravomoci pozorovatelů
- Legitimizovat volební proces
- Zvýšit důvěru veřejnosti ve volební proces
- Odstrašit volební podvod
- Šířit demokratické normy
- Zvýšit míru dodržování lidských práv
- Přispět k dořešení konfliktů
- Doporučení pro zlepšení volebního procesu
- Ovlivnit mezinárodní postavení pozorovaného státu (kondicionalita)

## Omezení pozorovatelů
Volební pozorovatelé jsou omezeni v tom, že nemohou organizovat volby, nařídit změnu jejich organizace, certifikovat jejich výsledky či zastavit probíhající volební podvod. Volební pozorování představuje spíše jistou formou kondicionality v mezinárodním prostředí, jejíž naplňování signalizuje určité preferované chování daného státu vůči ostatním aktérům. Výsledky pozorování se většinou projeví až ex post.
Pro účast volebních pozorovatelů u daných voleb je nutné pozvání národní vlády. Pozorovatelé nedisponují diplomatickou imunitou. S pohybem po příslušném státě jsou spojena logistická omezení (nedostupnost některých oblastí, zákaz používat určité typy dopravy, přenocování či pozorování) a s tím spojená bezpečnost pozorovatelů (zastrašování pozorovatelů, případy evakuace). Pozorovatelé se musí také potýkat s dnešní sofistikovaností volebních podvodů.

## Typy pozorovatelských misí
- Volební asistence: Příprava a podílení se na procesu, aktér je strukturální součástí volebních příprav, podílí se často i finančně, materiálně a logisticky.
- Volební monitoring: Mandát kontroly, zasahování do procesu, pokud jsou porušovány zákony.
- Volební supervize: Mandát k validaci výsledků.
- Volební pozorování: Nezávislost a totální oddělení od procesu, nemožnost zasahovat; EOM, EAT, Exploratory a follow-up missions; Domácí (národní) pozorovatelé.

## Orgány s pozorovateli
- Mezinárodní organizace: EU, OBSE (ODIHR), SNS, SADEC, COMESA, AU, LoAS, OAS, …
- Nevládní: Carter Centre, NDI, IRI.
- Vládní, diplomatičtí, poslanecké delegace.
- Národní (domácí) pozorovatelé (často církve – 60 000 v DR Kongo).

## Struktura pozorovatelských misí
V EU je to poslanec EP, v OBSE zasloužilý diplomat, v AU klidně bývalý prezident.
- Core team: Tematičtí experti (political, electoral, media, human rights and minorities, legal, DCO), působí v hlavním městě, nasazení cca 7-8 týdnů před volbami, odjezd 2-3 týdby po volbách.
- LTO: Geografická působnost, dvojice (sestavování?), nasazení cca 5 týdnů před volbami, odjezd 1-2 týdny po volbách.
- STO: Posily pro volební den. Nasazeni celkem 7-10 dní.
- LSTO + parlamentní delegace

## Náplň činnosti pozorovatelů
Volební pozorovatelé se zaměřují zejména na:
- Nezávislost orgánu, který volby pořádá (Ministerstvo, odborná komise, politická komise), dodržování zákona o volbách.
- Svobodu politických stran, koalic a kandidátů organizovat kampaň, veřejně se vyjadřovat či shromažďovat své stoupence.
- Svobodu přístupu ke zdrojům a prostředkům na kampaň.
- Svobodu přístupu k médiím.
- Registraci voličů bez předsudků (ale: registrace nezletilých, cizinců…), otázku menšin a žen, dodržování lidských práv.
- Průběh dne voleb a sčítání výsledků.

V závěru vydávána tzv. Preliminary statement, final report. Doporučení obsažená v závěrečné zprávě jsou nezávazná, záleží na politické ochotě vysílající organizace dále s doporučeními pracovat. Volební pozorovatelé nabízí po svém odjezdu rozvojovou pomoc, obchodní a mezivládní vztahy či specifické grantové programy zaměřené na implementaci doporučení (Mid-term assessments).

## Přínosy volebních pozorovatelů
1. Podpora existující dynamiky v zemi (Arabské jaro, barevné revoluce).
2. Zvyšování potenciálu domácích aktérů se podvodu bránit.
3. Zvyšování ceny a viditelnosti podvodu. Vítězství v čistých volbách je cennější.
4. Výsledky pozorovaných voleb akceptovatelnější – zejména v polarizovaných společnostech.

Versus: Časté zvraty, dlouhé periody bez zlepšení, podvody pokračují.